# جيمس ويب (مؤرخ)
جيمس ويب (بالإنجليزية: James Webb)‏ هو كاتب ومؤرخ بريطاني، ولد في 13 يناير 1946 في إدنبرة في المملكة المتحدة، وتوفي في 9 مايو 1980.